# Begonia gutierrezii
Begonia gutierrezii é uma espécie de Begonia natural da ilha Palawan, nas Filipinas.